# La Jeunesse de Chopin
Pour plus de détails, voir Fiche technique et Distribution.
La Jeunesse de Chopin (titre original : Młodość Chopina) est un film polonais réalisé par Aleksander Ford, et sorti en 1952 au cinéma.

## Synopsis
Les jeunes années de la vie du célèbre compositeur Frédéric Chopin de 1825 à 1830...

## Fiche technique
- Titre : La Jeunesse de Chopin
- Titre original : Młodość Chopina
- Réalisation : Aleksander Ford
- Scénario : Leon Kruczkowski, Aleksander Ford
- Société de Production :
- Musique : Kazimierz Serocki
- Photographie : Jaroslav Tuzar
- Montage : Krystyna Tunis
- Costumes : Teresa Roszkowska
- Pays d'origine :  Pologne
- Format :
- Genre : biographie
- Durée : 121 minutes (2 h 1)
- Date de sortie : 
  - Pologne : 14 mars 1952
  - États-Unis : 24 décembre 1952
  - France : 13 février 1953
  - Argentine : 12 mars 1954 (Festival de Mar del Plata)

## Distribution
- Czesław Wołłejko – Fryderyk Chopin
- Aleksandra Śląska – Konstancja Gładkowska
- Jan Kurnakowicz – Józef Elsner, recteur de l'école
- Tadeusz Białoszczyński – Joachim Lelewel
- Gustaw Buszyński – Adam Jerzy Czartoryski
- Igor Śmiałowski – Tytus Woyciechowski, ami de Chopin
- Jerzy Pietraszkiewicz – Joseph Bohdan Zaleski
- Józef Niewęgłowski – Dominik Magnuszewski, ami de Chopin
- Justyna Kreczmarowa – Zuzka
- Emil Karewicz – Józef Zaliwski
- Zbigniew Łobodziński – Seweryn Goszczyński
- Jerzy Kaliszewski – Maurycy Mochnacki
- Jerzy Duszyński – Stefan Witwicki
- Seweryn Butrym – prince Franciszek Ksawery Drucki-Lubecki
- Leon Pietraszkiewicz – Nikolaï Novossiltsev
- Tadeusz Cygler – le major Nikołaj Łunin
- Stefan Śródka – un ouvrier parisien
- Lech Ordon – un étudiant
- Maciej Maciejewski

## Distinction
- Mostra de Venise 1953 : sélection officielle en compétition